# Нортгемптон (Массачусетс)
Нортгемптон (англ. Northampton) — місто (англ. city) в США, в окрузі Гемпшир штату Массачусетс. Населення — 29 571 особа (2020). Розташоване на берегах річки Коннектикут, на заході штату. Поселення Нортгемптон було засновано в 1654 році.

## Географія
Нортгемптон розташований за координатами 42°19′37″ пн. ш. 72°40′29″ зх. д. / 42.32694° пн. ш. 72.67472° зх. д. (42.327044, -72.674630). За даними Бюро перепису населення США в 2010 році місто мало площу 92,60 км², з яких 88,69 км² — суходіл та 3,91 км² — водойми.

### Клімат
| Клімат : Нортгемптон    | Клімат : Нортгемптон | Клімат : Нортгемптон | Клімат : Нортгемптон | Клімат : Нортгемптон | Клімат : Нортгемптон | Клімат : Нортгемптон | Клімат : Нортгемптон | Клімат : Нортгемптон | Клімат : Нортгемптон | Клімат : Нортгемптон | Клімат : Нортгемптон | Клімат : Нортгемптон | Клімат : Нортгемптон |
| Показник                | Січ.                 | Лют.                 | Бер.                 | Квіт.                | Трав.                | Черв.                | Лип.                 | Серп.                | Вер.                 | Жовт.                | Лист.                | Груд.                | Рік                  |
| Абсолютний максимум, °C | 21,1                 | 21,1                 | 29,4                 | 33,9                 | 34,4                 | 36,7                 | 37,8                 | 37,8                 | 37,2                 | 31,7                 | 27,8                 | 22,2                 | 37,8                 |
| Середній максимум, °C   | 0,6                  | 2,8                  | 7,2                  | 14,4                 | 20,6                 | 25,6                 | 27,8                 | 27,2                 | 22,8                 | 16,7                 | 9,4                  | 3,3                  | 14,9                 |
| Середній мінімум, °C    | −10,6                | −8,9                 | −4,4                 | 1,7                  | 7,2                  | 12,8                 | 15,0                 | 14,4                 | 9,4                  | 3,3                  | −1,1                 | −6,7                 | 2,7                  |
| Абсолютний мінімум, °C  | −34,4                | −32,8                | −27,2                | −11,7                | −4,4                 | 0,0                  | 4,4                  | 0,0                  | −3,9                 | −11,1                | −20                  | −28,9                | −34,4                |
| Норма опадів, мм        | 85                   | 82                   | 91                   | 98                   | 105                  | 104                  | 102                  | 96                   | 106                  | 118                  | 97                   | 87                   | 1171                 |
| ----------------------- | -------------------- | -------------------- | -------------------- | -------------------- | -------------------- | -------------------- | -------------------- | -------------------- | -------------------- | -------------------- | -------------------- | -------------------- | -------------------- |
| Джерело: Weather.com    |                      |                      |                      |                      |                      |                      |                      |                      |                      |                      |                      |                      |                      |

## Демографія

### Перепис 2010
Згідно з переписом 2010 року, у місті мешкало 28 549 осіб у 12 000 домогосподарствах у складі 5895 родин. Густота населення становила 308 осіб/км². Було 12728 помешкань (137/км²).
Расовий склад населення:
| - 87,7 % — білих - 4,1 % — азіатів - 2,7 % — чорних або афроамериканців - 0,3 % — корінних американців - 2,5 % — осіб інших рас |

До двох чи більше рас належало 2,7 %. Частка іспаномовних становила 6,8 % від усіх жителів.
За віковим діапазоном населення розподілялося таким чином: 16,2 % — особи молодші 18 років, 70,3 % — особи у віці 18—64 років, 13,5 % — особи у віці 65 років та старші. Медіана віку мешканця становила 40,0 року. На 100 осіб жіночої статі у місті припадало 75,8 чоловіків; на 100 жінок у віці від 18 років та старших — 71,9 чоловіків також старших 18 років.
Середній дохід на одне домашнє господарство становив 84 385 доларів США (медіана — 59 274), а середній дохід на одну сім'ю — 116 406 доларів (медіана — 87 035). Медіана доходів становила 59 190 доларів для чоловіків та 52 042 долари для жінок. За межею бідності перебувало 17,1 % осіб, у тому числі 21,2 % дітей у віці до 18 років та 10,0 % осіб у віці 65 років та старших.
Цивільне працевлаштоване населення становило 15 279 осіб. Основні галузі зайнятості: освіта, охорона здоров'я та соціальна допомога — 44,6 %, мистецтво, розваги та відпочинок — 9,8 %, роздрібна торгівля — 9,6 %, науковці, спеціалісти, менеджери — 9,5 %.

### Перепис 2000

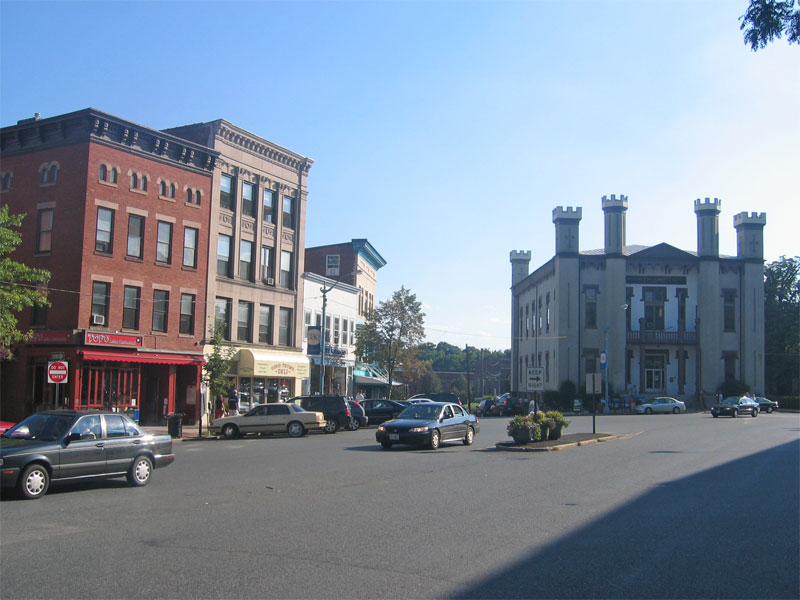
Головна вулиця Нортгемптона

Згідно перепису 2000 року, у місті проживає 28 978 осіб. Густота населення — 324,7/км².
Місто за расовим складом: 90,01 % білих, 3,13 % азіатів, 2,08 % афроамериканців, 0,30 % корінних американців, 0,05 % жителів островів, 2,41 % інших рас і 2,03 % людей зі змішаними расами. Латиноамериканців або вихідців з Латинської Америки — 5,24 % населення.

## Відомі жителі
- Сенда Беренсон — спортивний теоретик, засновниця жіночого баскетболу.
- Калвін Кулідж — 30-й президент США (був мером Нортгемптона).
- Курт Воннеґут — американський письменник.
- Кейлеб Стронг — американський діяч часів Війни за незалежність.